# مايك كرودر
مايك كرودر (بالإنجليزية: Mike Crowder)‏ هو شخصية أعمال أمريكي، ولد في 21 يناير 1962 في بريستول في الولايات المتحدة.